# Doboj
|  | Denne artikel omhandler byen Doboj. Der er også en anden by, beliggende mellem Zenica og Sarajevo, med dette navn, se Doboj (flertydig) |
Doboj er en by mellem Maglaj og Derventa i Republika Srpska i Bosnien-Hercegovina ved floden Bosna. Doboj har omkring 77.223(2013) indbyggere og er det største jernbaneknudepunkt i Bosnien-Hercegovina. Byen er en af de ældste i landet og det vigtigste bycenter i det nordlige Republika Srpska.

## Historie
I det seneste århundrede f.v.t. og starten af det 1. århundrede lå i dette område Illyricum, en provins som gav Romerriget hovedpine. Indtrængen af goterne, avarerne og slaverne varede til det 7. århundrede, da slaverne slog sig ned for altid.
Arkæologiske fund har vist, at indbyggerne i dette område allerede for 4.000 år siden vidste hvordan man fik jern og stål. Historiske kilder taler om at her blev der lavet våben til de romerske legioner. Denne produktion blev bevaret igennem middelalderen. Mens tyrkerne var i Bosnien (fra 1463 til 1878) blev der produceret jern i Vareš.
Det faktum, at i dette geografiske område var grænse for de euroasiatiske verdener, civilisationer og religioner, bestemte Bosniens historie og skæbne, som stod for skud både fra øst og fra vest. Den hyppigste grund for aggressioner var landets multikulturelle sammensætning med mange trosretninger. Da Rom ikke anerkendte den bosniske kirke som den rette kristendom, blev der periodisk sendt soldater fra Paven i Rom og fra tsaren i Byzans for at straffe befolkningen. Disse straffeaktioner udpinte landet i en sådan grad, at den tyrkiske stormagt fra østen okkuperede landet i 1463 næsten uden modstand. Det Osmanniske Rige forblev i Bosnien i mere end 400 år. Berlinerkongressen i 1878 gav Østrig-Ungarn mandat til at okkupere Bosnien og Hercegovina, og det Østrig-Ungarske monarki forblev i området i 40 år og efterlod dybe spor.

## Efter oprettelsen af Bosnien-Hercegovina
Omkring sidste årtusindeskiftet havde de internationale SFOR-styrker under NATO tre militære lejre i området, hhv. Camp Jussi under finsk ledelse i udkanten af byen, den noget større Camp Dannevirke under dansk ledelse nogle kilometer længere nede ad floden, og lejren North Pole Barracks, der bl.a. husede Nordic-Polish Battle Group Headquarters (NPBG-HQ), hovedkvarteret for områdets internationale styrker, beliggende i Dobojs sydvestlige udkant. 